# Denis Drăguș
Denis Drăguș (Bucarest, 6 de julio de 1999) es un futbolista rumano que juega en la demarcación de delantero para el Eyüpspor de la Superliga de Turquía.

## Selección nacional
Después de jugar en las categorías inferiores de la selección, finalmente hizo su debut con la selección de fútbol de Rumania el 10 de septiembre de 2018 en un encuentro de la Liga de Naciones de la UEFA 2018-19 contra Serbia que finalizó con un resultado de empate a dos tras un doblete de Aleksandar Mitrović para Serbia, y de Nicolae Stanciu y George Țucudean para el combinado rumano.

### Participaciones en Eurocopas
| Copa          | Sede     | Resultado        | Partidos | Goles |
| ------------- | -------- | ---------------- | -------- | ----- |
| Eurocopa 2024 | Alemania | Octavos de final | 4        | 1     |

### Goles internacionales
| # | Fecha                   | Estadio                                          | Oponente  | Gol | Resultado | Competición                         |
| - | ----------------------- | ------------------------------------------------ | --------- | --- | --------- | ----------------------------------- |
| 1 | 17 de noviembre de 2022 | Cluj Arena, Cluj-Napoca, Rumania                 | Eslovenia | 1-2 | 1-2       | Amistoso                            |
| 2 | 20 de noviembre de 2022 | Estadio Zimbru, Chisináu, Moldavia               | Moldavia  | 0-2 | 0-5       | Amistoso                            |
| 3 | 17 de junio de 2024     | Allianz Arena, Múnich, Alemania                  | Ucrania   | 3-0 | 3-0       | Eurocopa 2024                       |
| 4 | 6 de septiembre de 2024 | Estadio Fadil Vokrri, Pristina, Kosovo           | Kosovo    | 0-3 | 0-3       | Liga de Naciones de la UEFA 2024-25 |
| 5 | 15 de octubre de 2024   | Estadio S. Darius y S. Girėnas, Kaunas, Lituania | Lituania  | 1-2 | 1-2       | Liga de Naciones de la UEFA 2024-25 |

## Clubes
| Club                     | País    | Año       | Partidos | Goles |
| ------------------------ | ------- | --------- | -------- | ----- |
| F. C. Viitorul Constanța | Rumania | 2016-2019 | 57       | 13    |
| Standard de Lieja        | Bélgica | 2019-2020 | 4        | 0     |
| F. C. Crotone (cedido)   | Italia  | 2020-2021 | 9        | 0     |
| Standard de Lieja        | Bélgica | 2021-2023 | 51       | 10    |
| Genoa C. F. C. (cedido)  | Italia  | 2023      | 5        | 0     |
| Standard de Lieja        | Bélgica | 2023      | 6        | 1     |
| Gaziantep F. K. (cedido) | Turquía | 2023-2024 | 35       | 15    |
| Trabzonspor              | Turquía | 2024-2025 | 26       | 3     |
| Eyüpspor (cedido)        | Turquía | 2025-     |          |       |

## Palmarés

### Títulos nacionales
| Título          | Club                     | País    | Año  |
| --------------- | ------------------------ | ------- | ---- |
| Copa de Rumania | F. C. Viitorul Constanța | Rumania | 2019 |